# Kulthum ibn Hadam
Kulthum ibn Hadam (auch: Kulthum ibn Hidn) war ein Bewohner der Stadt Medina (im heutigen Saudi-Arabien) zu Lebzeiten des Propheten Muhammad. Er war blind und galt als sehr gastfreundlich. Als der Prophet nach seiner Flucht (Hidschra) aus Mekka in die Stadt Medina kam, wurde er im Haus Kulthum ibn Hadams aufgenommen. Dort baute Muhammad seine erste Moschee, die als die älteste Moschee des Islams gilt.